# 奥西利亚
奥西利亚（義大利語：Osiglia），是意大利萨沃纳省的一个市镇。总面积29.15平方公里，人口483人，人口密度16.6人/平方公里（2009年）。ISTAT代码为009046。